# جيرارد كيسي
جيرارد كيسي (بالإنجليزية: Gerard Casey)‏ هو اقتصادي وفيلسوف أيرلندي، ولد في 1951.